# Justus-Liebig-Schule

Die Geschichte und Entwicklung der Darmstädter Schulen

Die Justus-Liebig-Schule Darmstadt ist ein 1911 gegründetes Gymnasium. Es befindet sich im Johannesviertel. Die Schule wurde nach dem gleichnamigen Chemiker benannt. Schwerpunkt der Schule sind die Naturwissenschaften sowie ein Bilingual-Angebot in Französisch.

## Geschichte
Das Gymnasium wurde am 28. September 1911 neben der Lichtenbergschule als Nachfolger der damaligen „Oberrealschule“ gegründet. Der Kurzname „Lio“ lässt sich auf den ehemaligen, von 1911 bis 1937 genutzten, Namen „Liebig-Oberrealschule“ zurückführen. Unter dem Namen „Großherzogliche Oberrealschule zu Darmstadt“ wurde das Schulgebäude in der heutigen Landwehrstraße bezogen. Das Schulgebäude liegt direkt benachbart zur Eleonorenschule, auf der sogenannten „Schulinsel“ im Johannesviertel.
Das Schulgebäude wurde vom städtischen Architekten August Buxbaum von 1909 bis 1911 gebaut. Eine Turnhalle (ehemals „Stadthalle“) trennt die ehemalige Jungenschule von der benachbarten Mädchenschule Eleonorenschule. Mittlerweile existiert eine enge Zusammenarbeit zwischen beiden Schulen. So wird das List-Gebäude der ehemaligen Diesterwegschule gemeinsam zu Unterrichtszwecken genutzt. Des Weiteren wird in der ehemaligen Turnhalle der Diesterwegschule eine gemeinsame Mensa betrieben. Ab 1964 wurden von der Lio auch Mädchen aufgenommen (zunächst nur Realschulabsolventinnen für die Oberstufe).
Ab dem 24. März 1942  wurde die Schule als Durchgangslager für Juden, auf dem Weg in die Vernichtungslager in Theresienstadt, Auschwitz und anderswo, genutzt. Die Transporte wurden nach dem Zweiten Weltkrieg zunächst verschwiegen, fanden aber schon bei der Jubiläumsfeier 1961 Erwähnung. 1991 wurde im Schulgebäude eine Gedenktafel installiert. Im Jahr 2013 wurde in einer Ausstellung im Justus-Liebig-Haus die Vergangenheit dargestellt.
Nach dem Zweiten Weltkrieg wurde das Gebäude kurzzeitig von den USA beschlagnahmt. Ebenfalls wurde dort kurzzeitig das Darmstädter Echo gedruckt.

### Kernsanierung ab 2016
Seit 2016 wurde das Hauptgebäude der Justus-Liebig-Schule aufwändig saniert. Neben einer Erneuerung der Elektrik und Wasserrohre wurden Maßnahmen zum Brandschutz umgesetzt und schadstoffbelasteter Putz ausgetauscht. Die Klassenräume erhielten eine Trittschalldämpfung und das Gebäude wurde barrierefrei umgebaut, indem u. a. ein Aufzug installiert wurde. Des Weiteren entstanden im Dachgeschoss, welches zuvor hauptsächlich als Turnhalle genutzt wurde, neue Lehrerarbeits-, Kunst- und Computerräume. Zudem konnten einige Kellerräume durch zwei neue Tiefhöfe als vollwertige Räume nutzbar gemacht werden. Dort wurden Aufenthaltsbereiche für die Lernenden neben Bibliothek, Mediathek, Schülercafé und Hausaufgabenbetreuung geschaffen. Durch den mit diesen Umgestaltungen erzielten Raumgewinn wurde es möglich, auf einen angedachten zusätzlichen Neubau zu verzichten.
Für die Kosten der Sanierung wurden ursprünglich knapp 10 Mio. € veranschlagt, von denen das Land Hessen 80 % übernahm. Es wurde mit einer Bauzeit von zwei bis zweieinhalb Jahren gerechnet, die jedoch überschritten wurden. Die Sanierung begann im Sommer 2016 mit dem Umzug des Schulbetriebs. Während der Bauarbeiten fand er größtenteils in den benachbarten Gebäuden der ehemaligen Diesterwegschule statt, einer früheren Grundschule. Von September 2018 bis Oktober 2021 liefen die eigentlichen Bauarbeiten im Gebäude der Justus-Liebig-Schule, Anfang 2022 konnte die Rückkehr ins Stammhaus erfolgen. Am 4. April 2022 wurden die fertigen Räumlichkeiten der Öffentlichkeit vorgestellt. Die Bruttogeschossfläche beläuft sich auf 7506 Quadratmeter. Der zuletzt beschlossene Kostenrahmen von rund 13,6 Millionen Euro konnte eingehalten werden.

## Sonstiges

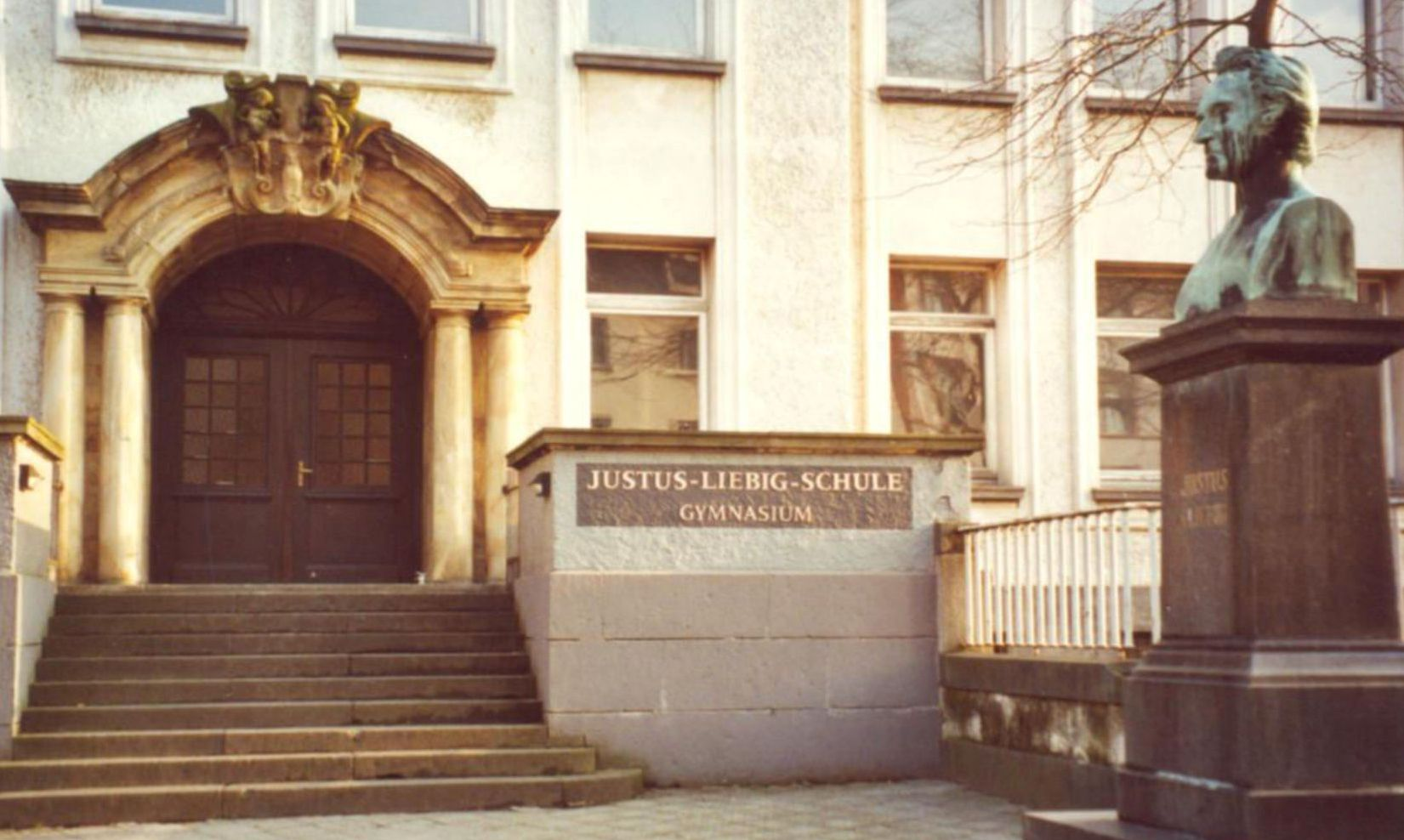
Justus von Liebig Büste in der Landwehrstraße

Vor dem Schulgebäude in der Landwehrstraße 28 steht ein Denkmal, das an Justus von Liebig erinnert.

## Lehrer
- Friedrich Axt (1870–1947), Politiker
- Fritz Usinger (1895–1982), Schriftsteller, Lyriker, Essayist und Übersetzer (während seines Referendariats)
- Hermann Engelhard (1903–1984), Leichtathlet
- Lutz Philipp (1940–2012), Langstreckenläufer
- Peter Benz (* 1942), Politiker, späterer Oberbürgermeister von Darmstadt
- Bernhard Balkenhol (* 1951), Maler, Grafiker, Zeichner, Performancekünstler, Kurator
- Gerold Reichenbach (* 1953), Politiker

## Bekannte ehemalige Schüler
- Peter-Klaus Schuster (* 1943), Kunsthistoriker, Ausstellungskurator und Museumsleiter
- Michael Häusler (* 1958), Diplomat
- Jürgen Kaube (* 1962), Journalist und Soziologe
- Torsten Fenslau (1964–1993), DJ und Musikproduzent
- Antje Boetius (* 1967), Meeresbiologin und Leiterin des Alfred-Wegener-Institut in Bremerhaven
- Yassin, eigentlich Yassin Taibi (* 1985), Rapper